# МАЗ-6430
МАЗ-6430 — білоруський сідловий тягач з колісною формулою 6х4, що випускається на Мінському автомобільному заводі з 1997 року. Автомобіль прийшов на заміну МАЗ-6422 і є тривісною модифікацією моделі МАЗ-5440.

## Опис
У другій половині 1980-х років на Мінському автомобільному заводі почалася робота зі створення нового, (четвертого за рахунком), покоління вантажних автомобілів марки МАЗ. Воно повинно було замінити сімейство МАЗ-6422/5432 розроблене ще в 1970-х. У першу чергу основний упор при проєктуванні був зроблений на абсолютно нову кабіну, яка б відповідала сучасним умовам комфорту водія. Крім того, на задній стінці й даху кабіни з'явилися обтічники, для поліпшення аеродинаміки і економії палива. Першим прототипом нового сімейства, за традицією стала модель магістрального сідлового тягача з колісною формулою 6х4 отримала індекс МАЗ-6430 і побудована в 1991 році. Після ряду випробувань і доробок МАЗ-6430 був рекомендований до серійного виробництва.
Однак підготовка до серійного виробництва збіглася з розпадом СРСР і обривом всіх колишніх народногосподарських і міжреспубліканських зв'язків. Завод опинився в складному становищі, втративши ринок СРСР. Перший серійний автомобіль МАЗ-6430 був випущений лише восени 1997 року напередодні 50-річчя випуску першого автомобіля марки МАЗ. Проте з серійним виробництвом нового покоління вантажівок особливо не поспішали. Нові автомобілі виявилися дорогими для покупців на ринку СНД, які віддавали пріоритет, як і раніше поколінню МАЗів, сімейству МАЗ-6422/5432. Через це в перші три роки було зібрано не більше сотні вантажівок четвертого покоління. Тільки лише з початку 2000-х років було налагоджено стабільне виробництво серії 6430/5440. Поступово стали з'являтися різні модифікації, з різними варіантами двигунів, у тому числі і імпортними з екологічними стандартами Євро-3, Євро-4 і Євро-5.
Так само як і у попереднього сімейства, разом із МАЗ-6430 був розроблений сідловий тягач МАЗ-5440 4х2, який був представлений у 1996 році. У 2008 році сімейство вантажівок 6430/5440 було модернізовано. Зміні піддавалася в тому числі і кабіна, а точніше ще передня панель, яка отримала більш досконалі дефлектори і фальшрешітки нового трапецієподібного дизайну, змінився бампер, з'явилися нові блок-фари білоруського виробництва. Залежно від модифікації бампер у вантажівок може бути з чорного пластику або пофарбований під колір кабіни. З 2011 року у тягачів марки МАЗ з'явилося власне ім'я «Простор».
Станом на 2018 рік сімейство МАЗ-6430/5440 є топовим в лінійці автомобілів МАЗ, проте виробництво більш «бюджетного» попереднього сімейства 6422/5432 триває.